# سیم ایماش
سِیِمْ ایماش (روسی: ЦНИИмаш) یک مرکز علمی و فنی در ارتباط با صنایع فضاپیمایی و موشک در روسیه است. تمامی مراحل تولید موشک از طراحی تا ساخت و آزمایش وتولید نهایی محصولات در همین مرکز انجام می‌گیرد. این مرکز مسئول اصلی مطالعه و تحلیل منظم مسائل مربوط به توسعه فضاپیما و موشک در سازمان ملی فضایی کشور روسیه است و طیف گسترده‌ای از وظایف از جمله برنامه‌ریزی بلند مدت در توسعه علوم فضایی و کاربرد دست‌آوردهای علوم فضایی در خدمت دیگر صنایع را بر عهده دارد. نام این مرکز که در سال ۱۹۴۶م، تأسیس گشته در واقع از حروف اول کلمات «پژوهشکده مرکزی ماشین‌سازی» به زبان روسی تشکیل شده‌است.

## پیشینه
این مرکز در ابتدا «مؤسسه علمی- پژوهشی شماره ۸۸» نام داشت و در ۱۳ مه سال ۱۹۴۶م، در شمال شرقی مسکو به کار خود آغاز کرد. در سالهای اول پس از جنگ جهانی دوم، دمیتری اوستینوف با موفقیت از این مرکز برای مطلعات فنی و سیاسی مسائل مربوط به موشک‌های نسل بعد از جنگ بهره برد. وی سرگئی کارالیوف که سابقه درخشانی در تجزیه و تحلیل موشک‌های آلمانی وی-۲ داشت را به عنوان طراح ارشد موشک‌های دوربرد به استخدام این مرکز درآورد. وی همچنین یک گروه از دانشمندان آلمانی تحت سرپرستی هلموت گروتروپ در جزیره ای در استان تور متعلق به روسیه را به کار گمارد تا یک نسخه روسی از وی-۲ به نام R-1 را تولید کنند. این مرکز چندین سال با همان نام قبلی در فعالیت بود تا اینکه در سال ۱۹۶۷م، به پژوهشکده مرکزی ماشین‌سازی (سِیِمْ ایماش) تغییر نام داد.